# توني غينارو
توني غينارو (بالإنجليزية: Tony Genaro)‏ هو ممثل أمريكي، ولد في 15 أكتوبر 1942 في غالوب في الولايات المتحدة، وتوفي في 7 مايو 2014 في هوليوود في الولايات المتحدة.

## أعمال

### أفلام
- (1988) ميلاجرو
- (1998) قناع زورو[3]
- (2003) إدارة الغضب[4]
- (2006) مركز التجارة العالمي[5]
- (2009) العازف المنفرد[6]

### مسلسلات
- جوال تكساس ووكر

## وصلات خارجية
- توني غينارو على موقع IMDb (الإنجليزية)
- توني غينارو على موقع ألو سيني (الفرنسية)
- توني غينارو على موقع أول موفي (الإنجليزية)
- توني غينارو على موقع قاعدة بيانات الأفلام السويدية (السويدية)
- توني غينارو على موقع قاعدة بيانات الفيلم (الإنجليزية)
- توني غينارو على موقع كينوبويسك (الروسية)